# Stawczany (rejon dniestrzański)
Stawczany (ukr. Ставчани) – wieś na Ukrainie, w obwodzie czerniowieckim, w rejonie dniestrzańskim, w hromadzie Nedobojiwci. W 2001 liczyła 1980 mieszkańców.